# August Wilhelm Grube (Schauspieler)
August Wilhelm Grube (17. September 1845 in Berlin – 12. Dezember 1903 ebenda) war ein deutscher Theaterschauspieler und -intendant.

## Leben
Zunächst nahm Grube dramatischen Unterricht bei Hugo Gottschalk und später bei Wauerschen Theaterakademie in Berlin.
1867 debütierte er in Elbing. Danach ging er nach Danzig, Oldenburg, Meinungen, ans Hoftheater Coburg (1869–1875), ans Wiener Stadttheater (unter Heinrich Laube), ans Stadttheater Leipzig (unter August Förster) und 1879 ans Hoftheater Hannover.
Dort blieb er bis 1893. In Hannover wurde er mit dem Titel einen „Hoftheaterdirektors“ ausgezeichnet. 1894 arbeitete er noch ein Jahr in Hamburg, um anschließend nur noch gastierend zu wirken.
Er vertrat das Fach der gesetzten Liebhaber und Helden.

## Rollen (Auswahl)
- „Bollingbroke“ in Richard II.
- „Carl Moor“ in Die Räuber
- „Corolian“ in Coriolanus
- „Egmont“ in Egmont
- Essex
- „Hamlet“ in Hamlet
- Orest
- „Posa“ in Don Karlos